# U-19-Fußball-Europameisterschaft 2014
Die Endrunde der 30. U-19-Fußball-Europameisterschaft fand 2014 in Ungarn statt. Ungarn wurde zusammen mit den Ausrichtern für 2015 (Griechenland) und 2016 (Deutschland) am 20. März 2012 auf einer Sitzung des UEFA-Exekutivkomitees in Istanbul als Ausrichter festgelegt. Es war das zweite Mal nach 1990, damals noch als U-18-Europameisterschaft, dass die Endrunde in Ungarn stattfand. Erstmals nahm Gibraltar, das vom UEFA-Exekutivkomitee am 1. Oktober 2012 als vorübergehendes Mitglied der UEFA bestätigt wurde, am Wettbewerb teil, konnte sich aber nicht für die Eliterunde qualifizieren.

## Qualifikation
Die Qualifikation zu dem Turnier fand in zwei Stufen statt. Auf die erste Qualifikationsrunde folgte eine zweite Runde, Eliterunde genannt. Ungarn ist als Gastgeber direkt qualifiziert. Die Auslosung der ersten Runde erfolgte am 5. Dezember 2012 in Nyon. Spanien erhielt vorab ein Freilos für die Eliterunde. Die übrigen 52 Teilnehmer wurden auf 13 Gruppen à vier Mannschaften aufgeteilt. Dazu wurden die Mannschaften je nach ihrem Koeffizienten vorab auf zwei Töpfe aufgeteilt, aus denen pro Gruppe zwei Mannschaften gezogen wurden. Die Gruppenersten und -zweiten sowie der beste Gruppendritte, für dessen Ermittlung nur die Spiele gegen die beiden Gruppenersten zählten, erreichten die Eliterunde im Frühjahr 2014.
Die erste Qualifikationsrunde wurde zwischen dem 6. September 2013 und dem 19. November 2013 ausgetragen. Deutschland setzte sich in Gruppe 5 mit zwei Siegen (2:1 gegen Gastgeber Weißrussland und 5:0 gegen Lettland) und einem Unentschieden (1:1 gegen Schottland) als Tabellenerster durch. Österreich erreichte die Eliterunde durch ihren zweiten Platz in Gruppe 7 mit zwei Siegen (6:0 gegen Finnland und 3:1 gegen Kasachstan) und eine Niederlage (0:1 gegen Gastgeber Serbien). Dasselbe gelang auch der Schweiz in Gruppe 9 – zwei Siege (4:0 gegen Andorra und 3:1 gegen Gastgeber Slowenien) und eine Niederlage (0:1 gegen England).
Die Auslosung der Eliterunde fand am 28. November 2013 in Nyon statt. Deutschland gewann souverän Gruppe 5 vom 31. Mai bis 5. Juni 2014 in Spanien mit drei Siegen gegen den Gastgeber (3:1), Dänemark (4:0) und Litauen (2:0) und qualifizierte sich für die Endrunde. Erfolgreich war auch Österreich in Gruppe 6, die vom 5. bis 13. Juni in Rumänien ausgetragen wurde, wobei es sich durch zwei Siege (5:0 gegen Rumänien und 3:1 gegen Norwegen) und ein Unentschieden (0:0 gegen Russland) mit der besseren Tordifferenz qualifizierte. Obwohl die Schweiz in Gruppe 3 vom 25. bis 30. Mai als Gastgeber antrat, reichten ein Sieg (2:0 gegen Zypern) und zwei Niederlagen (0:2 gegen Georgien und 0:1 gegen Israel) nur für den dritten Platz.

## Teilnehmer
Gastgeber Ungarn war als einzige Mannschaft automatisch für die Endrunde gesetzt. Somit gab es sieben weitere Plätze, die an die sieben Gruppensieger der Eliterunde vergeben wurden. Folgende Mannschaften konnten sich qualifizieren (Qualifikationsgruppe in Klammern):
| Ungarn (Gastgeber) Ukraine (Elitegruppe 1) Bulgarien (Elitegruppe 2) Israel (Elitegruppe 3) | Serbien (Elitegruppe 4) Deutschland (Elitegruppe 5) Österreich (Elitegruppe 6) Portugal (Elitegruppe 7) |

### Teilnehmer aus dem deutschsprachigen Raum
Anmerkung: Die Sortierung erfolgt nach der Rückennummer.
| Spieler           | Verein              | Einsätze | Tore |
| ----------------- | ------------------- | -------- | ---- |
| Oliver Schnitzler | VfR Aalen           | 5        | -    |
| Kevin Akpoguma    | TSG 1899 Hoffenheim | 5        | -    |
| Fabian Holthaus   | VfL Bochum          | 5        | -    |
| Niklas Stark      | 1. FC Nürnberg      | 5        | 1    |
| Marc Oliver Kempf | SC Freiburg         | 5        | -    |
| Joshua Kimmich    | RB Leipzig          | 4        | -    |
| Hany Mukhtar      | Hertha BSC          | 5        | 2    |
| Levin Öztunali    | Bayer 04 Leverkusen | 4        | 1    |
| Davie Selke       | Werder Bremen       | 5        | 6    |
| Marc Stendera     | Eintracht Frankfurt | 5        | 1    |
| Julian Brandt     | Bayer 04 Leverkusen | 4        | -    |
| Marius Gersbeck   | Hertha BSC          | -        | -    |
| Pascal Itter      | FC Schalke 04       | 2        | -    |
| Felix Lohkemper   | VfB Stuttgart       | 4        | -    |
| Anthony Syhre     | Hertha BSC          | 3        | 1    |
| Benjamin Trümner  | TSG 1899 Hoffenheim | 3        | -    |
| Marvin Friedrich  | FC Schalke 04       | 2        | -    |
| Sebastian Stolze  | VfL Wolfsburg       | 1        | -    |

- Trainer: Marcus Sorg

| Spieler             | Verein                   | Einsätze | Tore |
| ------------------- | ------------------------ | -------- | ---- |
| Ivan Lucic          | SV Ried                  | 3        | -    |
| Daniel Rosenbichler | FC Admira Wacker Mödling | 3        | -    |
| Lukas Gugganig      | FC Liefering             | 2        | -    |
| Patrick Puchegger   | FC Bayern München        | 2        | -    |
| Francesco Lovrić    | VfB Stuttgart            | 3        | -    |
| Sascha Horvath      | FK Austria Wien          | 4        | -    |
| Peter Michorl       | FK Austria Wien Amateure | 3        | 1    |
| Valentin Grubeck    | FK Austria Wien Amateure | 4        | 1    |
| Markus Blutsch      | FC Pasching              | 4        | 1    |
| Sinan Bytyqi        | Manchester City          | 4        | 2    |
| Michael Brandner    | FC Liefering             | 3        | -    |
| Philipp Lienhart    | Rapid Wien               | 4        | -    |
| Alexander Joppich   | FC Augsburg              | 3        | -    |
| Konrad Laimer       | FC Liefering             | 4        | -    |
| Martin Rasner       | FC Liefering             | 4        | -    |
| Daniel Maderner     | SC Wiener Neustadt       | 2        | -    |
| Florian Grillitsch  | Werder Bremen            | 3        | 2    |
| Tino Casali         | FK Austria Wien Amateure | 1        | -    |

- Trainer: Andreas Heraf

## Spielstätten
Die Endrundenspiele wurden in vier Städten ausgetragen.
| Budapest |

| Felcsút |

| Győr |

| Pápa |

| Budapest |

| Felcsút |

| Győr |

| Pápa |

## Vorrunde
Die Vorrunde wurde in zwei Gruppen mit jeweils vier Mannschaften ausgetragen. Die zwei Gruppensieger und Zweitplatzierten qualifizierten sich für das Halbfinale. Bei Punktgleichheit entschied zuerst der direkte Vergleich und danach die Tordifferenz über die Rangfolge. Die ersten drei Mannschaften jeder Gruppe sind für die U-20-Fußball-Weltmeisterschaft 2015 in Neuseeland qualifiziert. Die Auslosung der Gruppen fand am 19. Juni 2014 statt. Alle Zeitangaben entsprechen der Ortszeit.
Alle Zeitangaben entsprechen der Mitteleuropäischen Sommerzeit (MESZ).

### Gruppe A
| Pl. | Land       | Sp. | S | U | N | Tore    | Diff. | Punkte |
| --- | ---------- | --- | - | - | - | ------- | ----- | ------ |
| 1.  | Portugal   | 3   | 3 | 0 | 0 | 011:200 | +9    | 09     |
| 2.  | Österreich | 3   | 2 | 0 | 1 | 007:300 | +4    | 06     |
| 3.  | Ungarn     | 3   | 1 | 0 | 2 | 004:100 | −6    | 03     |
| 4.  | Israel     | 3   | 0 | 0 | 3 | 001:800 | −7    | 0      |

|                                             |   |            |           |
| Sa., 19. Juli 2014 um 18:00 Uhr in Felcsút  |   |            |           |
| Portugal                                    | – | Israel     | 3:0 (1:0) |
| Sa., 19. Juli 2014 um 18:30 Uhr in Budapest |   |            |           |
| Ungarn                                      | – | Österreich | 1:3 (0:2) |
| Di., 22. Juli 2014 um 18:00 Uhr in Budapest |   |            |           |
| Österreich                                  | – | Israel     | 3:0 (2:0) |
| Di., 22. Juli 2014 um 20:30 Uhr in Felcsút  |   |            |           |
| Ungarn                                      | – | Portugal   | 1:6 (0:2) |
| Fr., 25. Juli 2014 um 18:00 Uhr in Budapest |   |            |           |
| Israel                                      | – | Ungarn     | 1:2 (1:2) |
| Fr., 25. Juli 2014 um 18:00 Uhr in Felcsút  |   |            |           |
| Österreich                                  | – | Portugal   | 1:2 (0:1) |

### Gruppe B
| Pl. | Land        | Sp. | S | U | N | Tore    | Diff. | Punkte |
| --- | ----------- | --- | - | - | - | ------- | ----- | ------ |
| 1.  | Deutschland | 3   | 2 | 1 | 0 | 007:200 | +5    | 07     |
| 2.  | Serbien     | 3   | 1 | 2 | 0 | 004:300 | +1    | 05     |
| 3.  | Ukraine     | 3   | 1 | 1 | 1 | 002:300 | −1    | 04     |
| 4.  | Bulgarien   | 3   | 0 | 0 | 3 | 000:500 | −5    | 0      |

|                                         |   |             |           |
| Sa., 19. Juli 2014 um 17:15 Uhr in Győr |   |             |           |
| Ukraine                                 | – | Serbien     | 1:1 (1:1) |
| Sa., 19. Juli 2014 um 20:15 Uhr in Győr |   |             |           |
| Bulgarien                               | – | Deutschland | 0:3 (0:2) |
| Di., 22. Juli 2014 um 18:00 Uhr in Pápa |   |             |           |
| Deutschland                             | – | Serbien     | 2:2 (1:2) |
| Di., 22. Juli 2014 um 21:00 Uhr in Pápa |   |             |           |
| Bulgarien                               | – | Ukraine     | 0:1 (0:0) |
| Fr., 25. Juli 2014 um 20:15 Uhr in Győr |   |             |           |
| Deutschland                             | – | Ukraine     | 2:0 (1:0) |
| Fr., 25. Juli 2014 um 20:15 Uhr in Pápa |   |             |           |
| Serbien                                 | – | Bulgarien   | 1:0 (0:0) |

## Finalrunde
Alle Zeitangaben entsprechen der Mitteleuropäischen Sommerzeit (MESZ).

### Halbfinale
|                                             |   |            |                      |
| Mo., 28. Juli 2014 um 18:00 Uhr in Budapest |   |            |                      |
| Deutschland                                 | – | Österreich | 4:0 (2:0)            |
| Mo., 28. Juli 2014 um 21:00 Uhr in Felcsút  |   |            |                      |
| Portugal                                    | – | Serbien    | 0:0 n. V., 4:3 i. E. |

### Finale
| Portugal                                                       | Portugal | Deutschland | Deutschland |
| -------------------------------------------------------------- | --- | --- | ----------- |
| Portugal                                                       | \| Finale \| \| 31. Juli 2014 um 19:00 Uhr in Budapest (Szusza Ferenc Stadion) \| \| Ergebnis: 0:1 (0:1) \| \| Zuschauer: 5.000 \| \| Schiedsrichter: Javier Estrada Fernández ( Spanien) \| \| Spielbericht \|                                  | \| Finale \| \| 31. Juli 2014 um 19:00 Uhr in Budapest (Szusza Ferenc Stadion) \| \| Ergebnis: 0:1 (0:1) \| \| Zuschauer: 5.000 \| \| Schiedsrichter: Javier Estrada Fernández ( Spanien) \| \| Spielbericht \|                                         | Deutschland |
| Portugal                                                       | André Moreira – Mauro Riquicho, João Nunes, Domingos Duarte, Rafa – Tomas Podstawski – Raphael Guzzo (59. Chico Ramos), Rony Lopes – Gelson Martins (85. Jorge Intima), Ivo Rodrigues (66. Romário Baldé) – André Silva Cheftrainer: Hélio Sousa | Oliver Schnitzler – Kevin Akpoguma, Niklas Stark , Marc Oliver Kempf, Fabian Holthaus – Levin Öztunali, Joshua Kimmich – Julian Brandt, Marc Stendera (84. Felix Lohkemper), Hany Mukhtar (90.+3' Anthony Syhre) – Davie Selke Cheftrainer: Marcus Sorg | Deutschland |
| Portugal                                                       | 0:1 Mukhtar (39.) | | Deutschland |
| Portugal                                                       | Kempf (74.), Holthaus (80.) | | Deutschland |
| Finale                                                         | | |             |
| 31. Juli 2014 um 19:00 Uhr in Budapest (Szusza Ferenc Stadion) | | |             |
| Ergebnis: 0:1 (0:1)                                            | | |             |
| Zuschauer: 5.000                                               | | |             |
| Schiedsrichter: Javier Estrada Fernández ( Spanien)            | | |             |
| Spielbericht                                                   | | |             |

## Beste Torschützen
| Platz | Spieler            | Tore |
| ----- | ------------------ | ---- |
| 1     | Davie Selke        | 6    |
| 2     | André Silva        | 5    |
| 3     | Sinan Bytyqi       | 2    |
|       | Florian Grillitsch | 2    |
|       | Rony Lopes         | 2    |
|       | Nemanja Maksimović | 2    |
|       | Hany Mukhtar       | 2    |

Beste Torschützen des Gesamtwettbewerbs waren Davie Selke und André Silva, die inkl. Qualifikation je 11 Tore erzielten.

## Mannschaft des Turniers
| Torhüter                        | Abwehr                                                                               | Mittelfeld                                                                                           | Stürmer                                       | Bester Spieler |
| ------------------------------- | ------------------------------------------------------------------------------------ | --- | --------------------------------------------- | -------------- |
| André Moreira Bohdan Sarnawskyj | Kevin Akpoguma Srđan Babić Domingos Duarte João Nunes Niklas Stark Vukašin Jovanović | Zsolt Kalmár Hany Mukhtar Levin Öztunali Tomás Podstawski Marc Stendera Radoslaw Zonew Michael Ohana | Gelson Martins Florian Grillitsch Davie Selke | Davie Selke    |

## Schiedsrichter
| Schiedsrichter           | Jahrgang | Assistenten          | Jahrgang | Vierte Offizielle | Jahrgang |
| ------------------------ | -------- | -------------------- | -------- | ----------------- | -------- |
| Kevin Clancy             | 1983     | Yaşar Abbasov        | 1980     | Tamás Bognár      | 1978     |
| Javier Estrada Fernández | 1976     | Jewgeni Belski       | 1981     | Mihaly Fabian     | 1980     |
| Tore Hansen              | 1978     | Laurent Conotte      | 1981     |                   |          |
| Enea Jorgji              | 1984     | Darren England       | 1985     |                   |          |
| Stephan Klossner         | 1981     | Borut Križarić       | 1979     |                   |          |
| Nicolas Rainville        | 1982     | Henrik Larsen        | 1980     |                   |          |
|                          |          | Wayne McDonnell      | 1978     |                   |          |
|                          |          | Gylfi Már Sigurðsson | 1980     |                   |          |